# Општина Баница (Хунедоара)
Баница (рум. Băniţa) општина је у Румунији у округу Хунедоара.
Oпштина се налази на надморској висини од 637 m.